# Mauricio Serna
Mauricio Alberto Serna Valencia (født 22. januar 1968 i Medellín, Colombia) er en tidligere colombiansk fodboldspiller (midtbane).
Sernas karriere strakte sig over 16 år, og blev tilbragt i både Colombia, Mexico og Argentina. Han spillede blandt andet for Atlético Nacional i hjembyen Medellín, samt for Boca Juniors fra den argentinske hovedstad Buenos Aires og mexicanske Puebla FC. Han vandt både to colombianske og to argentinske mesterskaber med henholdsvis Nacional og Boca. Med Boca blev det desuden til to triumfer i den fineste sydamerikanske klubturnering, Copa Libertadores.
Serna spillede desuden, mellem 1993 og 2001, 51 kampe og scorede to mål for det colombianske landshold. Han repræsenterede sit land ved både VM i 1994 i USA og VM i 1998 i Frankrig. Han var ikke på banen i 1994-turneringen, mens han i 1998 spillede alle colombianernes tre kampe.

## Titler
Categoria Primera A
- 1991 og 1994 med Atlético Nacional

Primera División de Argentina
- 1998 (Apertura) 1999 (Clausura) og 2000 (Apertura) med Boca Juniors

Copa Libertadores
- 2000 og 2001 med Boca Juniors

Intercontinental Cup
- 2000 med Boca Juniors